# レディング侯爵
レディング侯爵（英語: Marquess of Reading）は、連合王国貴族の侯爵位。インド総督を務めたユダヤ系イギリス人の政治家初代レディング伯爵ルーファス・アイザックスが1926年に叙されたのに始まる。ユダヤ人が有する英国貴族爵位としてはこの爵位が最も高位である。

## 歴史

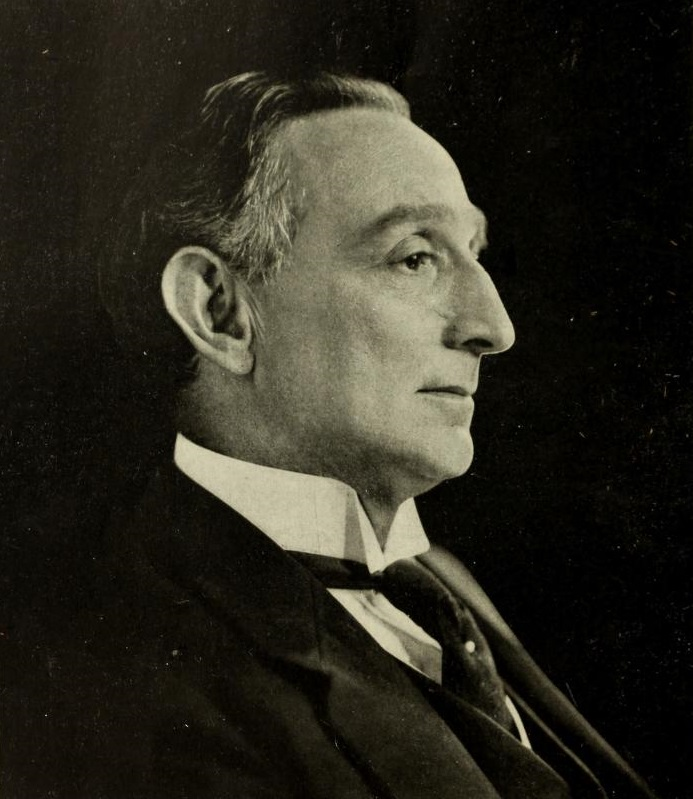
初代レディング侯爵ルーファス・アイザックス

ユダヤ系の法曹・自由党所属の政治家であるルーファス・アイザックス(1860-1935)は、1914年1月9日に「バークシャー州におけるアーレイのレディング男爵（Baron Reading, of Erleigh in the County of Berkshire）」、1916年1月26日に「バークシャー州におけるアーレイのレディング子爵（Viscount Reading, of Erleigh in the County of Berkshire）」、1917年12月20日に「バークシャー州におけるアーレイのアーレイ子爵 （Viscount Erleigh, of Erleigh in the County of Berkshire）」と「レディング伯爵（Earl of Reading）」に叙せられた。その後彼は1921年から1926年にかけてインド総督を務め、その功績により帰国後の1926年5月7日に「レディング侯爵（Marquess of Reading）」に叙せられた。ユダヤ人としては唯一の侯爵であった。その後1931年中に外務大臣を務め、晩年にはナチスに迫害されるユダヤ人の擁護運動やシオニズム運動に尽くした。
初代侯の死後、その息子であるジェラルド・ルーファス・アイザックス(1889–1960)が第2代レディング侯爵位を継承した。彼もユダヤ人運動に尽くすとともに外務省に勤務した。
2代侯の死後、その息子であるマイケル・アルフレッド・ルーファス・アイザックス(1916–1980)が3代レディング侯爵位を継承した。
3代侯の死後、その息子であるサイモン・チャールズ・ヘンリー・ルーファス・アイザックス(1942-)が4代レディング侯爵位を継承した。2017年現在の当主は彼である。

## レディング侯爵 (1926年)
- 初代レディング侯爵ルーファス・ダニエル・アイザックス (1860–1935)
- 2代レディング侯爵ジェラルド・ルーファス・アイザックス（英語版） (1889–1960)
- 3代レディング侯爵マイケル・アルフレッド・ルーファス・アイザックス（英語版） (1916–1980)
- 4代レディング侯爵サイモン・チャールズ・ヘンリー・ルーファス・アイザックス（英語版） (1942-)
  - 法定推定相続人は現侯爵の息子アーレイ子爵(儀礼称号)ジュリアン・マイケル・ルーファス・アイザックス (1986-)

## 現当主の保有爵位
現当主サイモン・アイザックスは以下の爵位を保有している。
- 第4代レディング侯爵 (4th Marquess of Reading)
（1926年5月7日の勅許状による連合王国貴族爵位）
- 第4代レディング伯爵 (4th Earl of Reading)
(1917年12月20日の勅許状による連合王国貴族爵位)
- バークシャー州におけるアーレイの第4代レディング子爵 (4th Viscount Reading, of Erleigh in the County of Berkshire)
(1916年1月26日の勅許状による連合王国貴族爵位)
- バークシャー州におけるアーレイの第4代アーレイ子爵 (4th Viscount Erleigh, of Erleigh in the County of Berkshire)
(1917年12月20日の勅許状による連合王国貴族爵位) ※法定推定相続人の儀礼称号
- バークシャー州におけるアーレイの第4代レディング男爵 (4th Baron Reading, of Erleigh in the County of Berkshire)
(1914年1月9日の勅許状による連合王国貴族爵位)